# Aziz Alakbarli
Aziz Alakbarli est un homme politique azerbaïdjanais, membre de VIe législature de l'Assemblée nationale d'Azerbaïdjan.

## Biographie
Aziz Alakbarli est né le 5 octobre 1960 à Vedibasar. Il est diplômé de la faculté de philologie de l'Université d'État de Bakou. Il parle russe. Il est l'auteur de plus de 45 livres et de plus de 100 articles scientifiques.

### Carrière
Aziz Alakbarli est président de la Société des réfugiés d'Azerbaïdjan et de la Communauté de l'Azerbaïdjan occidental.
Il est membre du comité du travail et de la politique sociale de l'Assemblée nationale, du comité de la culture et de la commission de toponymie du de l'Assemblée nationale. Il est membre de groupes de travail sur les relations avec les parlements de l'Iran, de la Hongrie, de l'Ouzbékistan, de la Turquie et du Turkménistan.
A. Alakbarli est membre de la délégation azerbaïdjanaise à l'Assemblée parlementaire Euronest.

## Prix
- Médaille de Taraggui[3]